# Maria Micșa
Maria Micșa (romanès: Maria Macoviciuc)  (Timișoara, 31 de març de 1953) és una remadora romanesa, ja retirada, que va competir durant les dècades de 1960 i 1970.
El 1976 va prendre part en els Jocs Olímpics d'Estiu de Mont-real on guanyà la medalla de bronze en la competició del quàdruple scull amb timoner del programa de rem. Formà equip amb Ioana Tudoran, Felicia Afrăsiloaie, Elisabeta Lazăr i Elena Giurcă i fou la primera medalla olímpica de la història del rem femení romanès. Quatre anys més tard, als Jocs de Moscou, fou quarta en la mateixa prova.
En el seu palmarès també destaquen dues medalles de plata al Campionat del món de rem, el 1977 i 1980, i una medalla d'or i una de plata al Campionat d'Europa de rem, el 1972 i 1973 respectivament.